# Tătăruși
Tătăruși è un comune della Romania di 5 645 abitanti, ubicato nel distretto di Iași, nella regione storica della Moldavia.
Il comune è formato dall'unione di 5 villaggi: Iorcani, Pietrosu, Tătăruși, Uda, Vâlcica.